# Yalovaspor
Yalovaspor ist ein türkischer Fußballverein aus der Provinzhauptstadt Yalova aus der gleichnamigen Provinz. Ihre Heimspiele tragen die Grün-Roten im Yalova Atatürk Stadium aus.

## Geschichte

### Gründung
Der Verein wurde 1963 durch den Zusammenschluss der beiden Vereine Gençlikspor und Kayaspor in Yalova gegründet und nahm der Nähe wegen an der İstanbul Amatör Ligi teil. Um den Profifußball in die entlegeneren Provinzen zu bringen, wurde zur Saison 1983/84 die zuvor abgeschaffte dritthöchste türkische Spielklasse, die heutige TFF 2. Lig, neu gegründet und Mannschaften aus den Amateurligen aufgenommen. In diesem Zusammenhang wurde auch Yalovaspor in diese Liga aufgenommen. Hier spielte man ununterbrochen bis zum Sommer 1990 und stieg dann durch die errungene Meisterschaft in der TFF 2. Lig das erste Mal in der Vereinshistorie in die zweithöchste türkische Spielklasse, die heutige TFF 1. Lig auf. Nach vier Spielzeiten stieg der Verein wieder in die 2. Lig ab. Bis zum Sommer 2011 spielte Yalovaspor in der TFF 2. Lig oder in der niedrigsten türkischen Profiliga, der TFF 3. Lig. Zum Sommer 2001 stieg der Verein nach 28 Jahren wieder in die regionale Amateurliga, die Bölgesel Amatör Lig ab.

## Ligazugehörigkeit
- 2. Liga: 1990–1994
- 3. Liga: 1984–1990, 1994–2001, 2003–2007, 2009–2010
- 4. Liga: 2001–2003, 2007–2009, 2010–2011
- BAL: 2011–12, 2013–2014, 2015–2017, seit 2019
- Amateurliga: 1963–1984, 2012–2013, 2014–2015, 2017–2019

## Ehemalige bekannte Spieler
- Tunahan Akdoğan
- Bora Sevim
- Mülayim Erdem
- Eren Özen
- Kıvanç Karakaş
- Mesut Kumcuoğlu
- Eser Özaltındere
- Hüseyin Yoğurtçu

## Ehemalige bekannte Trainer
- Metin Altınay
- Cihat Erbil
- Necdet Ergün
- Faruk Yiğit
- Zafer Göncüler